# جورج باس
جورج باس (George Bass)‏ (۳۰ ژانویه ۱۷۷۱ - پس از ۵ فوریه ۱۸۰۳) پزشک نیروی دریایی بریتانیا و کاوشگر استرالیا بود.

## سال‌های اولیه
باس در ۳۰ ژانویه ۱۷۷۱ در اسواربی، روستایی خرد در نزدیکی اسلیفوردِ لینکلن‌شر به‌دنیا آمد. پدرش، جورج باس، یک کشاورز مستأجر و مادرش زن مقبولی از همان روستا به‌نام سارا (نام تولد: نیومن) بود. پدرش در سال ۱۷۷۷، هنگامی که باس ۶ سال داشت، درگذشت. او در مدرسه گرامر بوستون تحصیل کرد و بعداً در بیمارستان بوستون در لینکلن شایر در رشته طب آموزش دید. باس در سن ۱۸ سالگی در لندن به عنوان عضوی از شرکت جراحان پذیرفته شد و در سال ۱۷۹۴ به عنوان جراح به نیروی دریایی سلطنتی پیوست.
باس در ۷ سپتامبر ۱۷۹۵ با کشتی اچ‌ام‌اس ریلاینس وارد سیدنی در نیو ساوت ولز شد.
همراهان او در این سفر متیو فلیندرز، جان هانتر، بنلونگ و دستیار جراحش ویلیام مارتین بودند.

## سفرهای دریایی تام تامب و تام تامب دوم
باس یک قایق خرد با تیر ۸ فوت (۲٫۴ متر) و بیم ۵ فوت (۱٫۵ متر) با خود به ریلاینس آورده بود که به دلیل اندازه‌اش، آن را تام تامب نامید. در اکتبر ۱۷۹۵ باس و فلیندرز به همراه ویلیام مارتین، تام تامب را از بندرگاه جکسون به خلیج بوتانی رساندند و رودخانه ژرژ را بیش از مستعمره‌نشینان، در بالادست کاوش کردند. پس از بازگشت، گزارش‌های آنها منجر به پایه‌گذاری حومه شهر بنکس تاون شد.
همان گروه در مارس ۱۷۹۶ سفر دومی را با یک قایق بزرگ‌تر آغاز کردند که آن را تام تامب دوم نامیدند. در طول این سفر آنها تا ساحل دریاچه ایلاوارا که آن را تام تامب لاگون می‌نامیدند، پیش رفتند. آنها همچنین خور بندرگاه هکینگ را کاوش کردند.
بعداً باس در همان سال زمین‌های خوبی را در نزدیکی پراسپکت هیل کشف کرد، چهارپایانی را که با ناوگان اول آمده اما گم شده بودند را پیدا کرد، ولی در نهایت نتوانست از کوه‌های آبی عبور کند.

## سفر با قایق صید نهنگ به بندر غربی
باس در سال ۱۷۹۷، با یک قایق صید نهنگ روباز همراه با شش خدمه و بدون حضور فلیندرز، به کیپ هاو یعنی دورترین نقطه جنوب شرقی استرالیا سفر کرد. وی از کیپ هاو به سمت غرب در امتداد جاییکه اکنون ساحل منطقه گیپسلند ویکتوریا است، به سمت بندر غربی رفت؛ تقریباً تا ورودی بندرگاه فیلیپ که ملبورن کنونی در ساحل شمالی آن واقع شده‌است. مشاهدات دقیق باس از جزر و مد عاجل و موج طولانی جنوب غربی در دماغه ویلسون، اعتقاد او مبنی بر اینکه تنگه‌ای سرزمین اصلی را از سرزمین ون دیمن (تاسمانی کنونی) جدا می‌کند را تأیید کرد.
باس از ناحیه کیاما بازدید کرد و یادداشت‌های زیادی در مورد پیچیدگی گیاه‌شناسی و پدیده طبیعی شگفت‌انگیز حفره کیاما تهیه کرد و به زمین‌شناسی آتش‌فشانی اطراف آن اشاره نمود و به شناخته شدن آن کمک زیادی کرد.

## گردش دور تاسمانی در نورفولک

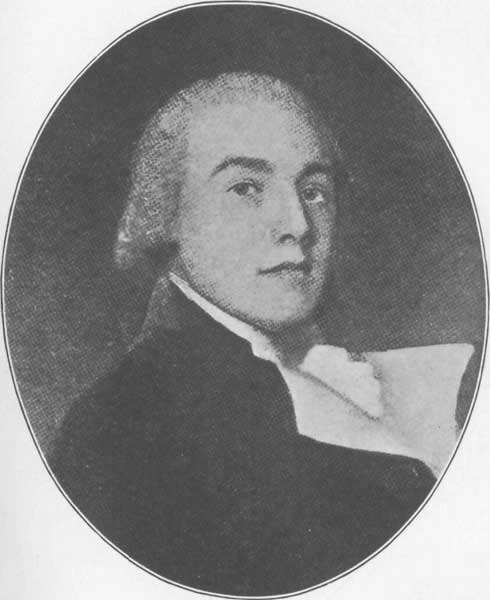
جرج باس

زمانی که باس و فلیندرز در سال ۱۷۹۸ در نورفولک، به دور سرزمین ون دیمن گردش کردند، این نظریه تأیید شد. در طول این سفر، باس از مصب رودخانه دِروِنت که توسط کاپیتان جان هیز در سال ۱۷۹۳ کشف و نام‌گذاری شد، بازدید کرد. بعدتر بر اساس گزارش باس، شهر هوبارت در سال ۱۸۰۳ در همان‌جا تأسیس شد. وقتی باس و فلیندرز به سیدنی بازگشتند، فلیندرز به فرماندار جان هانتر توصیه کرد که گذرگاه میان سرزمین ون دیمن و سرزمین اصلی را تنگه باس نام‌گذاری کنند.
فلیندرز نوشت: «این تنها به معنای ادای احترام به دوست و همراه شایسته من بود؛ به دلیل خطرات و خستگی‌های شدیدی که او متحمل شد، در ابتدا با یک قایق صید نهنگ وارد آنجا شده بود و در نهایت توانست به کمک نشانه‌های مختلف، وجود شکاف گسترده‌ای میان سرزمین ون دیمن و نیو ساوت ولز را تأیید کند».

## ارجاعات
1. ↑  Bishop's transcripts for Aswardby, 1561–1830 Church of England. Parish Church of Aswardby (Lincolnshire)
2. ↑  Estensen, Miriam. The Life of George Bass: Surgeon and Sailor of the Enlightenment, page 1. Published by Allen & Unwin, 2005. ISBN 1-74114-130-3.
3. ↑  Scott, Ernest (1914). The Life of Captain Matthew Flinders, RN. Sydney: Angus & Robertson. p. 100.
4. ↑  Scott, Ernest (1914). The Life of Captain Matthew Flinders, RN. Sydney: Angus & Robertson. p. 86.
5. ↑  Flinders, Matthew. Narrative of expeditions along the coast of New South Wales, for the further discovery of its harbours from the year 1795 to 1799. Archived from the original on 11 July 2011.
6. ↑  The Journal of Daniel Paine 1794–1797 page 39
7. ↑  Roe, Margriet (1966). "Hayes, Sir John (1768–1831)". Australian Dictionary of Biography. Canberra: Australian National University.